# Теодоси Атанасов
Теодоси Атанасов е български политик.

## Биография
Роден е на 27 март 1876 година в Горна Оряховица. Завършва държавната Мъжка гимназия „Св. Кирил“ (дн. ПХГ „Св. св. Кирил и Методий“) във Велико Търново. През 1893 година започва да учи строително инженерство в Лозана. След като завършва работи в Ямбол и Шумен и накрая става окръжен инженер във Варна. Взема участие в Балканските и Първата световна войни. По време на неговия мандат се обсъждат въпросите по прехрана на населението и доставка на отоплителен материал. Решава се да се отпуска парична помощ за дърва до 400 лв. на бедни семейства. Напуска поста си по семейни причини, а оставката му е гласувана на 3 април 1922 година. През 1943 година е награден с орден Св. Александър за граждански заслуги. Умира на 14 април 1949 година във Варна.